# Lou Jeanmonnot
Lou Jeanmonnot-Laurent, née le 28 octobre 1998 à Pontarlier, est une biathlète française. Elle a fait ses débuts en Coupe du monde en 2021. Deux ans plus tard, elle remporte coup sur coup ses deux premières victoires individuelles (sprint et poursuite) lors de l'étape d'ouverture de la Coupe du monde 2023-2024 à Östersund. Elle gagne sa première médaille d'or mondiale à l'arrivée du relais mixte simple des championnats du monde de Nové Město 2024, en compagnie de Quentin Fillon Maillet, puis remporte un deuxième titre avec le relais féminin. Elle gagne également le bronze des épreuves individuelles de sprint et de mass start pour totaliser quatre médailles. Gagnante de la mass-start finale de la Coupe du monde 2023-2024, elle remporte le petit globe de la spécialité et termine deuxième au classement général. Lors de la saison 2024-2025, elle termine deuxième au classement général pour la seconde fois, remporte le petit globe de l'individuel et de la poursuite et décroche deux titres en relais aux mondiaux.

## Biographie
Lou Jeanmonnot-Laurent commence le biathlon en 2012. Elle rejoint alors le club Olympic Mont d'Or puis concilie le sport et les études en intégrant la  section sportive scolaire du lycée Xavier-Marmier de Pontarlier, en Franche-Comté.
Elle participe à sa première compétition internationale en 2015, à l'occasion du Festival olympique de la jeunesse européenne à Bürserberg, remportant la médaille d'or sur la poursuite.
En 2016, elle participe aux Championnats du monde jeunes, achevant ses trois courses dans le top dix, dont une cinquième place au sprint. La biathlète est aussi engagée aux Jeux olympiques de la jeunesse à Lillehammer, où elle prend la médaille de bronze sur la poursuite après une cinquième place au sprint.
Durant la saison 2016-2017, elle fait ses débuts en Coupe IBU junior, où elle signe un podium en relais mixte simple à Pokljuka, avant de remporter son premier titre aux Championnats du monde jeunes à Osrblie, sur l'individuel, qu'elle agrémente d'une médaille d'argent à la poursuite.
L'hiver 2017-2018, elle s'illustre rapidement dans la Coupe IBU junior, s'appuyant notamment sur un tir précis, pour gagner une épreuve à Nové Město na Moravě, avant de finir en tête du classement général à égalité de points avec Myrtille Bègue (départagées au nombre de secondes places). Elle gagne aussi le titre mondial junior 2018 du relais avec cette dernière et Camille Bened à Otepää.
Elle utilise toujours la même carabine depuis ses 14 ans.

### Carrière en IBU Cup (2018-2022)
En fin d'année 2018, la Franc-Comtoise est promue chez les séniors en IBU Cup, et obtient à ce niveau des résultats significatifs, dont une sixième place sur la poursuite d'Idre. Aux Championnats du monde junior 2019, à Osrblie, elle conserve son titre sur le relais et se classe cinquième de la poursuite, son seul top 10 individuel. Jeanmonnot est également sélectionnée pour les Championnats d'Europe à Minsk, où elle remporte la médaille de bronze du relais simple mixte en compagnie d'Aristide Bègue.
En décembre 2019, elle monte sur son premier podium en IBU Cup avec une troisième place au super sprint à Ridnaun.
En mars 2021, après une saison presque complète en IBU Cup où elle a obtenu de très bons résultats, Lou Jeanmonnot fait ses débuts en Coupe du monde à Nové Město. Elle marque des points dès sa première course en se classant trentième du sprint avec un 10/10 au tir, ce qui lui permet de disputer la poursuite où elle parvient à maintenir son rang (35e). Sur la deuxième semaine de Nové Město, Lou Jeanmonnot se classe 48e du sprint avec un 9/10 au tir puis remonte à la 26e place sur la poursuite en réalisant un sans faute. En quelques épreuves à ce niveau, Lou Jeanmonnot figure parmi les meilleures tireuses de la coupe du monde avec un taux de réussite de 92%.
Paula Botet et Caroline Colombo lui étant préférées, elle démarre la saison suivante en IBU Cup. Lors des championnats d'Europe, elle obtient la médaille d'argent du relais mixte simple avec Émilien Claude. Elle finit très fort la saison en enchaînant quatre podiums consécutifs lors des deux dernières étapes à Lenzerheide et Ridnaun, dont une victoire, sa première, sur le dernier sprint. Ces excellentes performances lui permettent de remporter le gros globe de cristal de l'IBU Cup, devant la Norvégienne Ragnhild Femsteinevik et la Suédoise Elisabeth Hoegberg. La victoire au classement général sur le circuit inférieur lui permet de participer à l'étape finale de la Coupe du monde à Oslo, où elle termine notamment 31e de la poursuite, signant une belle remontée grâce à un sans faute au tir.

### Première saison en Coupe du monde (2022-2023)

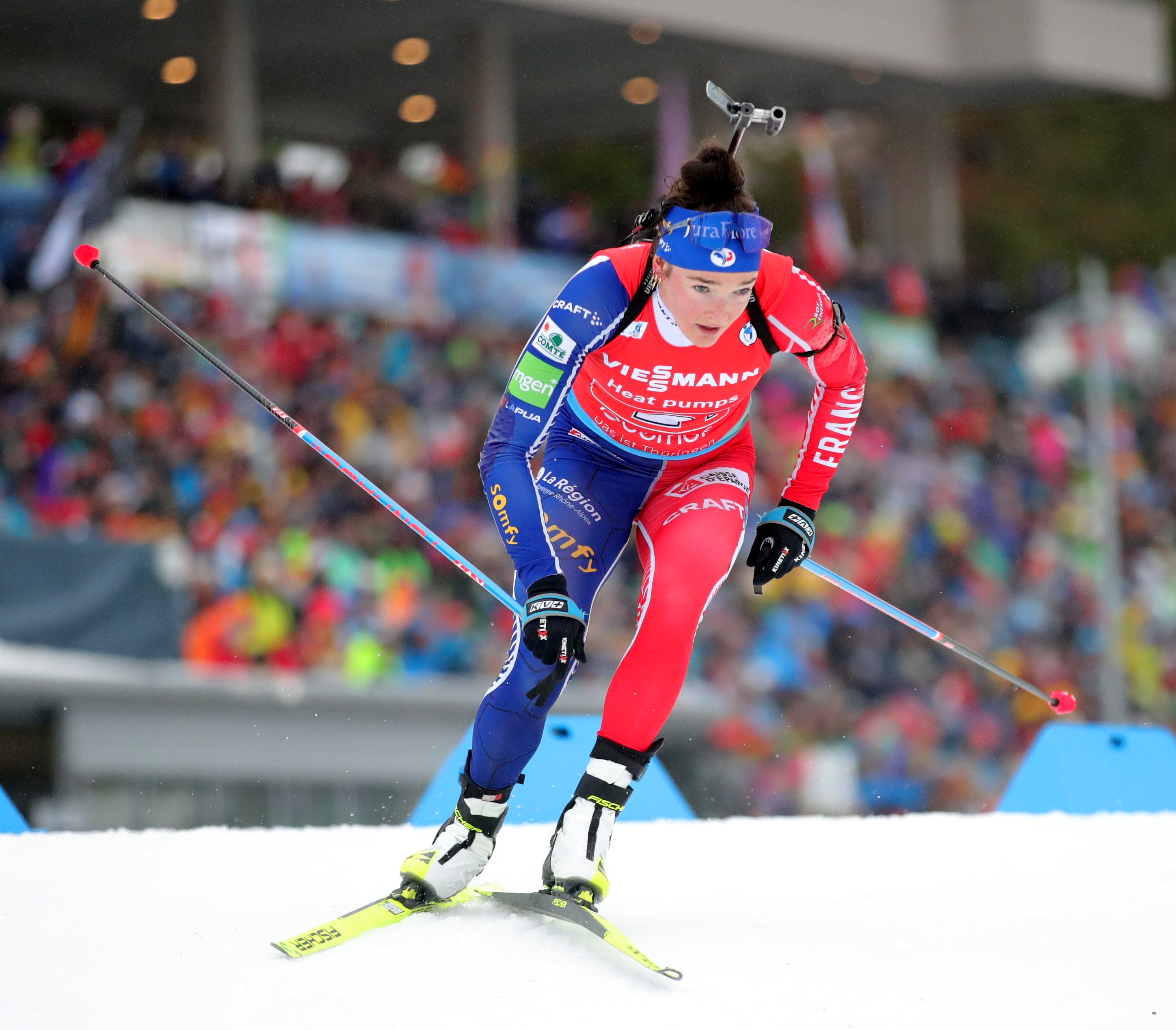
Lou Jeanmonnot au relais des championnats du monde de 2023 à Oberhof.

Après avoir gagné son ticket pour la première étape de la Coupe du Monde grâce à sa victoire au général en IBU cup, Lou Jeanmonnot dispute sa première saison complète de Coupe du monde en 2022-2023. Après une sixième place encourageante sur la mass-start au Grand-Bornand, elle monte sur son premier podium individuel en Coupe du monde à l'issue de l'individuel de Ruhpolding. Grâce à un 20 sur 20 au tir, elle se classe en effet deuxième de la course, derrière l'Italienne Lisa Vitozzi et devant sa compatriote Julia Simon. Lors de cette première saison de Coupe du monde elle remporte également avec l'équipe de France trois victoires collectives, en relais féminin, en décembre à Hochfilzen puis en janvier à Antholz, et en relais mixte à Nove Mesto en mars 2023. Elle signe un autre podium en relais simple mixte (deuxième place à Pokljuka en janvier). Le 12 mars 2023, elle termine 2e de la mass start d'Östersund .

### Premières victoires individuelles, deuxième du classement général, petit globe, et brillante aux Mondiaux (2023-2024)
Durant la préparation estivale, Lou Jeanmonnot participe notamment au Martin Fourcade Nordic Festival lors duquel elle remporte la course de ski de fond devant Teresa Stadlober et Victoria Carl.
Peu après, le 16 septembre, elle décroche le titre de Championne de France de biathlon d'été du sprint.
Lors de la première étape de la coupe du monde 2023-2024 à Östersund, elle est dernière relayeuse sur le relais mixte remporté par l'équipe de France. Particulièrement en forme en ce début de saison, Lou Jeanmonnot signe ses deux premières victoires individuelles en coupe du monde en gagnant successivement le sprint le 1er décembre, puis la poursuite le surlendemain en débordant sur la ligne d'arrivée l'Allemande Franziska Preuß. Elle devient ainsi la quatrième française à réaliser le doublé sprint-poursuite en coupe du monde après Corinne Niogret, Sandrine Bailly et Marie Dorin-Habert. Contaminée par le SARS-CoV-2, elle est contrainte de renoncer à participer aux deux premières épreuves de l'étape de Lenzerheide mais fait son retour pour la mass start, dernière course disputée avant la trêve de Noël.
En janvier 2024 à Oberhof, après de bonnes places sur le sprint et la poursuite (respectivement 5e et 9e), elle contribue à la victoire du relais féminin français devant la Norvège et la Suède. En position de première relayeuse de l'équipe de France, elle effectue une solide prestation avec une seule pioche au tir et transmet le relais à Justine Braisaz-Bouchet dans le sillage immédiat de la Suède alors en tête. Trois jours plus tard, Lou Jeanmonnot est à nouveau la première relayeuse d'un relais féminin français victorieux, cette fois à Ruhpolding.
Lou Jeanmonnot remporte la médaille de bronze du sprint des championnats du monde 2024 à Nové Město. Dominée par ses compatriotes Julia Simon, sans-faute au tir, et par Justine Braisaz-Bouchet qui a le meilleur temps de ski, elle devance Sophie Chauveau, permettant à la France de réaliser un quadruplé, une performance qui n'avait été réalisée qu'une seule fois sur une épreuve individuelle féminine des championnats du monde, par l'URSS en 1984,. Le 16 février, elle s'impose à l'arrivée du relais mixte simple, faisant équipe avec Quentin Fillon Maillet. Concluant la course, elle prend le meilleur sur Ingrid Landmark Tandrevold lors du dernier passage au stand de tir, et passe la ligne d'arrivée en solitaire. Lou Jeanmonnot gagne ainsi sa première médaille d'or aux Mondiaux. Elle lance ensuite le relais féminin en tête en réussissant un sans faute. Avec Sophie Chauveau, Justine Braisaz-Bouchet et Julia Simon, elle offre une première victoire à la France en relais féminin aux championnats du monde. Lou Jeanmonnot termine la compétition en prenant la médaille de bronze de la mass start gagnée par sa coéquipière Justine Braisaz-Bouchet, pour un total de quatre médailles dont deux titres.
Elle termine la saison en très grande forme et aligne les podiums en Coupe du monde au mois de mars : six en huit courses, dont deux victoires. Elle remporte notamment à Canmore, le 17 mars 2024, la mass-start finale et fait coup double en s'emparant du Petit Globe de la spécialité. Grâce à cette série de résultats excellents, elle termine à la deuxième place du classement général de la Coupe du monde à seulement 23 points de l'Italienne Lisa Vittozzi.

### 2024-2025: huit victoires individuelles mais échec sur le fil dans la quête du gros Globe de Cristal
Le 4 décembre 2024 à Kontiolahti, elle enfile le premier dossard jaune de la saison de Coupe du monde 2024-2025 après s'être imposée sur l'individuel court, forte notamment d'un magistral 20/20 au tir. Elle doit le céder quelques jours plus tard à la Suédoise Elvira Öberg. Mais c'est la très régulière Franziska Preuß qui s'empare durablement du maillot jaune à partir de la deuxième étape à Hochfilzen et devient l'adversaire à battre pour Jeanmonnot dans la bataille du gros globe. La Française dispute le meilleur exercice de sa carrière et ne laisse donc pas l'Allemande s'envoler au classement. Elle compte ainsi six victoires lors des deux premiers trimestres, dont deux succès en individuel (court et normal), un en sprint et trois en poursuite. À chaque fois qu'elle monte sur le podium, c'est sur la première marche. Elle réalise d'ailleurs le doublé sprint-poursuite à Antholz-Anterselva les 23 et 25 janvier et pointe au deuxième rang du classement général à 92 points de Preuß avant la parenthèse des Mondiaux, tout en étant leader des classements de l'individuel et de la poursuite.
Aux Championnats du monde 2025 à Lenzerheide, elle remporte le titre du relais mixte avec Julia Simon, Éric Perrot et Émilien Jacquelin devant l'équipe tchèque et l'équipe allemande, puis elle décroche la médaille de bronze de l'individuel derrière Julia Simon (médaille d'or) et Ella Halvarsson (médaille d'argent). Elle décroche le titre du relais féminin avec Océane Michelon, Justine Braisaz-Bouchet et Julia Simon devant l'équipe norvégienne et l'équipe suédoise.
À Pokljuka en mars, elle s'assure le gain du petit globe de l'individuel de la Coupe du monde avant de signer sa septième victoire de la saison (un record pour une Française) en s'imposant sur la Mass-Start.
Lors de la dernière étape à Oslo, elle livre avec Franziska Preuß une lutte de très haut niveau pour le gros globe de cristal. Devancée de seulement deux dixièmes de seconde par sa rivale allemande pour la victoire dans le sprint, Lou Jeanmonnot prend sa revanche le jour suivant en gagnant la poursuite (huitième succès de l'hiver) qui lui vaut le gain du petit globe de la spécialité, et en s'emparant surtout du dossard jaune pour cinq points. La mass-start finale est décisive pour les deux adversaires qui jouent aux avant-postes et se livrent à un chassé-croisé au fil de l'épreuve avec une solidité mentale remarquable. Finalement elles sortent pratiquement ensemble en tête à l'issue du dernier tir, Lou en premier. Pour l'une et l'autre, il faut impérativement finir devant son adversaire pour gagner le gros globe. Dans les huit cent derniers mètres, la course s'anime, Preuß place une accélération pour déborder la Française peu avant un virage prononcé. Jeanmonnot, qui tient la corde, part à la faute dans le virage et trébuche, brisant en un instant son rêve de sacre. Elle voit l'Allemande s'envoler vers la double victoire, dans la mass-start et au classement général. Lou Jeanmonnot coupe la ligne en troisième position, derrière Elvira Öberg, et doit se contenter, comme en 2024, de la seconde place du classement général.

## Palmarès

### Championnats du monde
| Édition \ Épreuve | Individuel                | Sprint                    | Poursuite | Mass start                | Relais               | Relais mixte         | Relais mixte simple  |
| ----------------- | ------------------------- | ------------------------- | --------- | ------------------------- | -------------------- | -------------------- | -------------------- |
| Oberhof 2023      | 7e                        | 26e                       | 6e        | 15e                       | 4e                   | —                    | 5e                   |
| Nové Město 2024   | 6e                        | Médaille de bronze, monde | 7e        | Médaille de bronze, monde | Médaille d'or, monde | —                    | Médaille d'or, monde |
| Lenzerheide 2025  | Médaille de bronze, monde | 6e                        | 4e        | 6e                        | Médaille d'or, monde | Médaille d'or, monde | —                    |

- : championne du monde, première place
- : médaille de bronze, troisième place
- — : non disputée par Lou Jeanmonnot

### Coupe du monde
- Meilleur classement général : 2e en 2024 et 2025.
- 3 petits globes de cristal :
  - Vainqueur du classement de la mass-start en 2024.
  - Vainqueur du classement de l'individuel en 2025.
  - Vainqueur du classement de la poursuite en 2025.
- 44 podiums[33] :
  - 25 podiums individuels : 12 victoires, 6 deuxièmes places et 7 troisièmes places.
  - 12 podiums en relais : 7 victoires, 3 deuxièmes places et 2 troisièmes places.
  - 5 podiums en relais mixte : 3 victoires et 2 deuxièmes places.
  - 2 podiums en relais mixte simple : 1 victoire et 1 deuxième place.

 Dernière mise à jour le 23 mars 2025.

#### Classements en Coupe du monde
| Saison    | Individuel | Individuel | Individuel | Sprint  | Sprint | Sprint   | Poursuite | Poursuite | Poursuite | Mass start | Mass start | Mass start | Général | Général | Général  |
| Saison    | Courses    | Points     | Position   | Courses | Points | Position | Courses   | Points    | Position  | Courses    | Points     | Position   | Courses | Points  | Position |
| --------- | ---------- | ---------- | ---------- | ------- | ------ | -------- | --------- | --------- | --------- | ---------- | ---------- | ---------- | ------- | ------- | -------- |
| 2020-2021 |            |            |            | 3 / 10  | 11     | 77e      | 3 / 8     | 21        | 57e       |            |            |            | 6 / 26  | 32      | 72e      |
| 2021-2022 |            |            |            | 1 / 9   | -      | n.c.     | 1 / 7     | 10        | 69e       |            |            |            | 2 / 22  | 10      | 95e      |
| 2022-2023 | 3 / 3      | 129        | 6e         | 7 / 7   | 158    | 15e      | 6 / 6     | 140       | 14e       | 4 / 4      | 166        | 5e         | 20 / 20 | 593     | 11e      |
| 2023-2024 | 3 / 3      | 105        | 8e         | 6 / 7   | 333    | 4e       | 6 / 7     | 378       | 3e        | 4 / 4      | 252        | 1re        | 19 / 21 | 1068    | 2e       |
| 2024-2025 | 3 / 3      | 221        | 1re        | 7 / 7   | 346    | 2e       | 6 / 6     | 438       | 1re       | 5 / 5      | 253        | 3e         | 21 / 21 | 1258    | 2e       |

#### Victoires
| Saison \ Épreuve | Individuel             | Sprint               | Poursuite                                            | Mass start | Total |
| ---------------- | ---------------------- | -------------------- | ---------------------------------------------------- | ---------- | ----- |
| 2023-2024        |                        | Östersund            | Östersund Soldier Hollow                             | Canmore    | 4     |
| 2024-2025        | Kontiolahti Ruhpolding | Antholz - Anterselva | Hochfilzen Oberhof Antholz - Anterselva Holmenkollen | Pokljuka   | 8     |
| Total            | 2                      | 2                    | 6                                                    | 2          | 12    |

Dernière mise à jour le 22 mars 2025.

#### Résultats détaillés en Coupe du monde
| 2020-2021 |        |        |        |        |        |        |        |        |         |        |        |        |        |        |        | .     | .     | .      | .      |        |        |        |        |         |        |    | 72e |
| 2020-2021 | IN     | SP     | SP     | PU     | SP     | PU     | SP     | PU     | MS      | SP     | PU     | SP     | MS     | IN     | MS     | SP    | PU    | IN     | MS     | SP 30e | PU 35e | SP 48e | PU 26e | SP 56e  | PU 42e | MS | 72e |
| 2021-2022 |        |        |        |        |        |        |        |        |         |        |        |        |        |        |        | .     | .     | .      | .      |        |        |        |        |         |        |    | 95e |
| 2021-2022 | IN     | SP     | SP     | PU     | SP     | PU     | SP     | PU     | MS      | SP     | PU     | SP     | PU     | IN     | MS     | IN    | SP    | PU     | MS     | SP     | PU     | SP     | MS     | SP 55e  | PU 31e | MS | 95e |
| 2022-2023 |        |        |        |        |        |        |        |        |         |        |        |        |        |        | .      | .     | .     | .      |        |        |        |        |        |         |        |    | 11e |
| 2022-2023 | IN 12e | SP 47e | PU 25e | SP 31e | PU 16e | SP 9e  | PU 29e | MS 6e  | SP 10e= | PU 13e | IN 2e  | MS 13e | SP 10e | PU 8e  | SP 26e | PU 6e | IN 7e | MS 15e | SP 13e | PU 16e | IN 16e | MS 2e  | SP 15e | PU Ann. | MS 18e |    | 11e |
| 2023-2024 |        |        |        |        |        |        |        |        |         |        |        |        |        |        | .      | .     | .     | .      |        |        |        |        |        |         |        |    | 2e  |
| 2023-2024 | IN 24e | SP 1re | PU 1re | SP 15e | PU 13e | SP     | PU     | MS 14e | SP 9e   | PU 5e  | SP 4e  | PU 4e  | SI 3e  | MS 2e  | SP 3e  | PU 7e | IN 6e | MS 3e  | IN 13e | MS 3e  | SP 3e  | PU 1re | SP 2e  | PU 2e   | MS 1re |    | 2e  |
| 2024-2025 |        |        |        |        |        |        |        |        |         |        |        |        |        |        | .      | .     | .     | .      |        |        |        |        |        |         |        |    | 2e  |
| 2024-2025 | SI 1re | SP 17e | MS 8e  | SP 4e  | PU 1re | SP 35e | PU 18e | MS 14e | SP 7e   | PU 1re | IN 1re | MS 9e  | SP 1re | PU 1re | SP 6e  | PU 4e | IN 3e | MS 6e  | SP 4e  | PU 4e  | SI 7e  | MS 1re | SP 2e  | PU 1re  | MS 3e  |    | 2e  |

#### Podiums en relais en Coupe du monde
| Podiums en relais en Coupe du monde | Podiums en relais en Coupe du monde | Podiums en relais en Coupe du monde | Podiums en relais en Coupe du monde | Podiums en relais en Coupe du monde | Podiums en relais en Coupe du monde | Podiums en relais en Coupe du monde | Podiums en relais en Coupe du monde | Podiums en relais en Coupe du monde | Podiums en relais en Coupe du monde | Podiums en relais en Coupe du monde |
| n°                                  | Saison                              | Date                                | Lieu                                | Épreuve                             | Résultat                            | Composition                         | Composition                         | Composition                         | Composition                         | Compétition                         |
| ----------------------------------- | ----------------------------------- | ----------------------------------- | ----------------------------------- | ----------------------------------- | ----------------------------------- | ----------------------------------- | ----------------------------------- | ----------------------------------- | ----------------------------------- | ----------------------------------- |
| 1                                   | 2022-2023                           | 11-12-2022                          | Hochfilzen                          | Relais 4 × 6 km                     | Médaille d'or                       | L. Jeanmonnot                       | A. Chevalier-Bouchet                | C. Chevalier                        | J. Simon                            | Coupe du monde                      |
| 2                                   | 2022-2023                           | 08-01-2023                          | Pokljuka                            | Relais mixte simple                 | Médaille d'argent                   | A. Guigonnat                        | L. Jeanmonnot                       | A. Guigonnat                        | L. Jeanmonnot                       | Coupe du monde                      |
| 3                                   | 2022-2023                           | 22-01-2023                          | Antholz                             | Relais 4 × 6 km                     | Médaille d'or                       | L. Jeanmonnot                       | A. Chevalier-Bouchet                | C. Chevalier                        | J. Simon                            | Coupe du monde                      |
| 4                                   | 2022-2023                           | 05-03-2023                          | Nové Město                          | Relais mixte                        | Médaille d'or                       | L. Jeanmonnot                       | C. Colombo                          | É. Perrot                           | F. Claude                           | Coupe du monde                      |
| 5                                   | 2022-2023                           | 11-03-2023                          | Ostersund                           | Relais 4 × 6 km                     | Médaille d'argent                   | L. Jeanmonnot                       | C. Chevalier                        | C. Colombo                          | A. Chevalier-Bouchet                | Coupe du monde                      |
| 6                                   | 2023-2024                           | 25-11-2023                          | Ostersund                           | Relais mixte                        | Médaille d'or                       | Q. Fillon-Maillet                   | É. Jacquelin                        | J. Braisaz-Bouchet                  | L. Jeanmonnot                       | Coupe du monde                      |
| 7                                   | 2023-2024                           | 10-12-2023                          | Hochfilzen                          | Relais 4 × 6 km                     | Médaille de bronze                  | G. Guigonnat                        | L. Jeanmonnot                       | J. Braisaz-Bouchet                  | J. Simon                            | Coupe du monde                      |
| 8                                   | 2023-2024                           | 07-01-2024                          | Oberhof                             | Relais 4 × 6 km                     | Médaille d'or                       | L. Jeanmonnot                       | J. Braisaz-Bouchet                  | S. Chauveau                         | J. Simon                            | Coupe du monde                      |
| 9                                   | 2023-2024                           | 10-01-2024                          | Ruhpolding                          | Relais 4 × 6 km                     | Médaille d'or                       | L. Jeanmonnot                       | J. Richard                          | S. Chauveau                         | J. Simon                            | Coupe du monde                      |
| 10                                  | 2023-2024                           | 15-02-2024                          | Nové Město                          | Relais mixte simple                 | Médaille d'or, monde                | Q. Fillon-Maillet                   | L. Jeanmonnot                       | Q. Fillon-Maillet                   | L. Jeanmonnot                       | Championnats du monde               |
| 11                                  | 2023-2024                           | 17-02-2024                          | Nové Město                          | Relais 4 × 6 km                     | Médaille d'or, monde                | L. Jeanmonnot                       | S. Chauveau                         | J. Braisaz-Bouchet                  | J.Simon                             | Championnats du monde               |
| 12                                  | 2024-2025                           | 30-11-2024                          | Kontiolahti                         | Relais mixte                        | Médaille d'argent                   | L. Jeanmonnot                       | J. Braisaz-Bouchet                  | É. Perrot                           | É. Jacquelin                        | Coupe du monde                      |
| 13                                  | 2024-2025                           | 01-12-2024                          | Kontiolahti                         | Relais 4 x 6 km                     | Médaille d'argent                   | L. Jeanmonnot                       | J. Braisaz-Bouchet                  | S. Chauveau                         | J.Simon                             | Coupe du monde                      |
| 14                                  | 2024-2025                           | 01-12-2024                          | Hochfilzen                          | Relais 4 x 6 km                     | Médaille d'argent                   | J.Simon                             | J. Braisaz-Bouchet                  | S. Chauveau                         | L. Jeanmonnot                       | Coupe du monde                      |
| 15                                  | 2024-2025                           | 12-01-2025                          | Oberhof                             | Relais mixte                        | Médaille d'argent                   | F. Claude                           | É. Perrot                           | J. Richard                          | L. Jeanmonnot                       | Coupe du monde                      |
| 16                                  | 2024-2025                           | 26-01-2025                          | Antholz                             | Relais 4 x 6 km                     | Médaille de bronze                  | J. Richard                          | L. Jeanmonnot                       | O. Michelon                         | J. Simon                            | Coupe du monde                      |
| 17                                  | 2024-2025                           | 12-02-2025                          | Lenzerheide                         | Relais mixte                        | Médaille d'or, monde                | J. Simon                            | L. Jeanmonnot                       | É. Perrot                           | É. Jacquelin                        | Championnats du monde               |
| 18                                  | 2024-2025                           | 22-02-2025                          | Lenzerheide                         | Relais 4 x 6 km                     | Médaille d'or, monde                | L. Jeanmonnot                       | O. Michelon                         | J. Braisaz-Bouchet                  | J. Simon                            | Championnats du monde               |
| 19                                  | 2024-2025                           | 09-03-2025                          | Nové Město                          | Relais 4 x 6 km                     | Médaille d'or                       | L. Jeanmonnot                       | O. Michelon                         | J. Braisaz-Bouchet                  | J. Simon                            | Coupe du monde                      |

### Championnats d'Europe Open
| Édition \ Épreuve   | Individuel | Sprint | Poursuite | Relais mixte | Relais mixte simple        |
| ------------------- | ---------- | ------ | --------- | ------------ | -------------------------- |
| Minsk-Raubichi 2019 | 40e        | 30e    | 34e       | —            | Médaille de bronze, Europe |
| Duszniki-Zdrój 2021 | 95e        | 26e    | 25e       | —            | —                          |
| Arber 2022          | 13e        | 5e     | 30e       | —            | Médaille d'argent, Europe  |

Légende :
- : deuxième place, médaille d'argent
- : troisième place, médaille de bronze
- — : non disputée par Lou Jeanmonnot

### IBU Cup
- Vainqueur du classement général en 2022.
- Vainqueur du classement du super sprint en 2022.
- 6 podiums individuels, dont une victoire.

 Dernière mise à jour le 12 mars 2022 

#### Classements en IBU Cup
| Saison    | Individuel | Individuel | Sprint | Sprint   | Poursuite | Poursuite | Mass start                       | Mass start                       | Super sprint                     | Super sprint                     | Général | Général  |
| Saison    | Points     | Position   | Points | Position | Points    | Position  | Points                           | Position                         | Points                           | Position                         | Points  | Position |
| --------- | ---------- | ---------- | ------ | -------- | --------- | --------- | -------------------------------- | -------------------------------- | -------------------------------- | -------------------------------- | ------- | -------- |
| 2018-2019 | 22         | 54e        | 170    | 24e      | 72        | 20e       |                                  |                                  | (inclus dans sprint)             | (inclus dans sprint)             | 264     | 25e      |
| 2019-2020 | 38         | 17e        | 93     | 42e      | 21        | 60e       | 40                               | 28e                              | 48                               | 16e                              | 240     | 33e      |
| 2020-2021 | 59         | 23e        | 191    | 8e       | 74        | 10e       | Épreuve inexistante à cette date | Épreuve inexistante à cette date | Épreuve inexistante à cette date | Épreuve inexistante à cette date | 340     | 6e       |
| 2021-2022 | 54         | 17e        | 352    | 3e       | 102       | 6e        | 78                               | 3e                               | 82                               | 1re                              | 668     | 1re      |

#### Podiums individuels en IBU Cup
| Podiums individuels en IBU Cup | Podiums individuels en IBU Cup | Podiums individuels en IBU Cup | Podiums individuels en IBU Cup | Podiums individuels en IBU Cup | Podiums individuels en IBU Cup |
| n°                             | Saison                         | Date                           | Lieu                           | Épreuve                        | Résultat                       |
| ------------------------------ | ------------------------------ | ------------------------------ | ------------------------------ | ------------------------------ | ------------------------------ |
| 1                              | 2019-2020                      | 12-12-2019                     | Val Ridanna                    | Super sprint 7,5 km            | Médaille de bronze             |
| 2                              | 2020-2021                      | 22-01-2021                     | Arber                          | Sprint 7,5 km                  | Médaille de bronze             |
| 3                              | 2021-2022                      | 05-03-2022                     | Lenzerheide                    | Super sprint 7,5 km            | Médaille de bronze             |
| 4                              | 2021-2022                      | 06-03-2022                     | Lenzerheide                    | Mass-Start 60 12 km            | Médaille de bronze             |
| 5                              | 2021-2022                      | 10-03-2022                     | Val Ridanna                    | Sprint 7,5 km                  | Médaille d'or                  |
| 6                              | 2021-2022                      | 12-03-2022                     | Val Ridanna                    | Poursuite 10 km                | Médaille de bronze             |

### Championnats du monde juniors et de la jeunesse
| Édition \ Épreuve     | Individuel           | Sprint | Poursuite                | Relais               |
| --------------------- | -------------------- | ------ | ------------------------ | -------------------- |
| Cheile Gradistei 2016 | 7e                   | 5e     | 7e                       | —                    |
| Brezno-Osrblie 2017   | Médaille d'or, monde | 14e    | Médaille d'argent, monde | —                    |
| Otepää 2018           | 20e                  | 24e    | 15e                      | Médaille d'or, monde |
| Brezno-Osrblie 2019   | 28e                  | 13e    | 5e                       | Médaille d'or, monde |

Légende :
- participation aux Ch. du monde de la jeunesse

- : première place, médaille d'or
- : deuxième place, médaille d'argent
- — : non disputée par Lou Jeanmonnot

### Championnats d'Europe juniors
| Édition \ Épreuve | Individuel | Sprint | Poursuite | Relais mixte                     | Relais mixte simple              |
| ----------------- | ---------- | ------ | --------- | -------------------------------- | -------------------------------- |
| Nové Město 2017   | 39e        | 21e    | 23e       | Épreuve inexistante à cette date | Épreuve inexistante à cette date |
| Pokljuka 2018     | 5e         | 4e     | 10e       | —                                | DSQ                              |

Légende :
- — : non disputée par Lou Jeanmonnot
- : pas d'épreuve
- DSQ : disqualification

### Championnats de France
- 2022
  - 2e de la mass start
- 2024
  - 3e de la mass start

### Championnats de France de biathlon d'été
- 2017
  - 3e du sprint court
- 2022
  - Championne de France du sprint
  - 3e du sprint court
- 2023
  - Championne de France du sprint
  - 2e de la poursuite
  - 3e du sprint court

### Jeux olympiques de la jeunesse
- Médaille de bronze de la poursuite en 2016.

### Festival olympique de la jeunesse européenne
- Médaille d'or de la poursuite en 2015.